# سباق باريس روبيه 2012
طواف باريس 2012 هو سباق دراجات هوائية أقيم بتاريخ 8 أبريل 2012، تكون السباق من مرحلة واحدة، وامتدّ لمسافة 257. 5 كم، وبسرعة 43.5 كم/س، استغرق السباق 5 ساعات و55 دقيقة و22 ثانية.